# マッカートニーIII
『マッカートニーIII』（英語: McCartney III）は、イギリスのミュージシャン、ポール・マッカートニーの18作目のソロアルバムで、2020年12月18日にキャピトル・レコードから発売された。 『マッカートニー』（1970年）と『マッカートニーII』（1980年）の2作の続編にあたる作品で、前2作同様にマッカートニー自身による作曲、アレンジ、演奏で制作された。全英アルバムチャートでソロ名義では31年ぶりとなる1位を獲得した。

## 背景・レコーディング
『マッカートニーIII』のレコーディングは、2020年初頭にイギリスのサセックスで新型コロナウイルス感染症のパンデミックによるロックダウン（マッカートニーはロック・ミュージックとのダブルミーニングで“ROCKDOWN”と呼んでいる）中に行われた。本作についてマッカートニーは「毎日楽器を演奏しながら、書いた曲をレコーディングして、そこにレイヤーを重ねていく作業を始めた。本当に楽しかったよ。仕事のためじゃなく、僕自身のために音楽を作ってたわけだからね。だから、自分の気まぐれでやってた事でしかなくて、まさかそれがアルバムになるなんて思ってもみなかったよ」と語っている。
本作に収録された楽曲の多くは、マッカートニーによるギターやピアノの弾き語りのテイクが使用され、その上にベースやドラムスが重ねられている。この制作工程は、1990年代初頭にジョージ・マーティンとの共同プロデュースで「When Winter Comes」という楽曲を制作していたときにマッカートニーが閃いた方法であった。
本作のオープニング・トラックとして「When Winter Comes」に新たな旋律を加えたものが「ロング・テイルド・ウィンター・バード」、「ウィンター・バード」と名付けられたイントロが付け加えられたものが、エンディング・トラック「ウインター・バード / ホエン・ウィンター・カムズ」というタイトルで収録された。10月21日にこの2曲のタイトルが発表され、後日
特設サイト「#12DAYSOFPAUL」内で残りの10曲のタイトルが発表された。

## 発売
『マッカートニーIII』は、CD、レコード盤、デジタル配信で発売された。当初は2020年12月11日を予定していたが、制作の遅れにより一週間延期となり12月18日となった。
レコード（アナログLP）盤は、各国で様々なカラー盤（一部を除き180gの重量盤）が限定発売された。2020年12月の発売時点で判明しているものは、以下の通りである。
- 通常のブラック盤
- アメリカのインディーズレーベルのサードマン・レコードから『マッカートニー』と『マッカートニーII』33枚をリサイクルして製造した、333枚限定のブラックドット・イエロー盤[20]
- 同じサードマン・レコードからアメリカ国内3,000枚と、オフィシャルサイトからアメリカ以外3,000枚（日本を含む）で、ジャケットにサードマンのロゴと手描きのシリアルナンバー入りのレッド盤[21]
- インディーズ系レコードショップ（アメリカ国内4,000枚とアメリカ以外3,000枚の合計7,000枚、手描きのシリアルナンバー入り）で販売されたホワイト盤[22]
- アメリカの小売店NEWBURY COMICSから1,500枚限定のピンク盤[23]
- アメリカの大型チェーンTargetからグリーン盤（販売枚数非公開）[24]
- 音楽配信サイトSpotifyからは全世界合計3,000枚の「コークボトル」と呼ばれるクリアー盤（130g盤）[25]
- アメリカ国内3,000枚のイエロー盤（130g盤）[26]
- 全世界合計3,000枚のバイオレット盤（130g盤）[27]
- 英国HMV、ドイツjpc、フランスFnac、オーストラリアJB Hi-Fi、アメリカBarnes & Nobleからはブルー盤（販売枚数非公開）[28][29]。
- uDiscover からはオレンジ盤（販売枚数非公開）[30]

またCDは、フロントカバーのサイコロの色が異なる特別アートワーク仕様バージョンがリリースされている。
- 通常盤（収録曲はアナログLPと同じ11曲）はホワイト
- 米国Targetとドイツjpcから限定でリリースされたグリーン[31]（収録曲は通常盤と同じ）
- オフィシャルサイトからはホワイト、レッド、ブルー、イエロー。各盤異なるシークレットデモトラックが収録されている。それぞれデラックス盤と紙ジャケットのみの廉価盤が発売されている[32]（アメリカのオンラインショップではシークレットトラックのみ収録されたCDも購入可能）[要出典]。
- ボーナス・トラック4曲収録の日本限定スペシャル・エディションはレッド。日本盤は当初、SHM-CD仕様による通常盤での発売を予定していたが、11月24日になってスペシャル・エディションに変更、通常盤は価格を下げ、新たに品番を変えて同時発売された[33][34]。

なお、CDでは「Deep Deep Feeling」と「Slidin'」の収録順が逆になっている。

## 収録曲（マッカートニーIII）
全曲 作詞・作曲 : ポール・マッカートニー
| #         | タイトル                                                                             | 作詞  | 作曲・編曲 | 時間 |
| --------- | ------------------------------------------------------------------------------------ | ----- | ---------- | ---- |
| 1.        | 「ロング・テイルド・ウィンター・バード」(Long Tailed Winter Bird)                    |       |            | 5:16 |
| 2.        | 「ファインド・マイ・ウェイ」(Find My Way)                                            |       |            | 3:54 |
| 3.        | 「プリティ・ボーイズ」(Pretty Boys)                                                  |       |            | 3:00 |
| 4.        | 「ウィメン・アンド・ワイヴズ」(Women And Wives)                                      |       |            | 2:52 |
| 5.        | 「ラヴァトリー・リル」(Lavatory Lil)                                                 |       |            | 2:22 |
| 6.        | 「ディープ・ディープ・フィーリング」(Deep Deep Feeling)                              |       |            | 8:25 |
| 7.        | 「スライディン」(Slidin')                                                            |       |            | 3:23 |
| 8.        | 「ザ・キス・オブ・ヴィーナス」(The Kiss Of Venus)                                    |       |            | 3:06 |
| 9.        | 「スィーズ・ザ・デイ」(Seize The Day)                                                |       |            | 3:20 |
| 10.       | 「ディープ・ダウン」(Deep Down)                                                      |       |            | 5:52 |
| 11.       | 「ウインター・バード / ホエン・ウィンター・カムズ」(Winter Bird / When Winter Comes) |       |            | 3:12 |
| 合計時間: | 合計時間:                                                                            | 44:42 |            |      |

| #         | タイトル | 作詞  | 作曲・編曲 | 時間 |
| --------- | --- | ----- | ---------- | ---- |
| 12.       | 「ウィメン・アンド・ワイヴズ (スタジオ・アウトテイク)」(Women And Wives (Studio Outtake) - CDイエロー盤のボーナス・トラック) |       |            | 3:15 |
| 13.       | 「ラヴァトリー・リル (スタジオ・アウトテイク)」(Lavatory Lil (Studio Outtake) - CDレッド盤のボーナス・トラック)              |       |            | 2:07 |
| 14.       | 「ザ・キス・オブ・ヴィーナス (フォン・デモ)」(The Kiss Of Venus (Phone Demo) - CDホワイト盤のボーナス・トラック)             |       |            | 2;11 |
| 15.       | 「スライディン (デュッセルドルフ・ジャム)」(Slidin (Düsseldorf jam) - CDブルー盤のボーナス・トラック)                        |       |            | 4;58 |
| 合計時間: | 合計時間: | 57:13 |            |      |

 アナログLP
| #         | タイトル                                                          | 作詞  | 作曲・編曲 | 時間 |
| --------- | ----------------------------------------------------------------- | ----- | ---------- | ---- |
| 1.        | 「ロング・テイルド・ウィンター・バード」(Long Tailed Winter Bird) |       |            | 5:16 |
| 2.        | 「ファインド・マイ・ウェイ」(Find My Way)                         |       |            | 3:54 |
| 3.        | 「プリティ・ボーイズ」(Pretty Boys)                               |       |            | 3:00 |
| 4.        | 「ウィメン・アンド・ワイヴズ」(Women And Wives)                   |       |            | 2:52 |
| 5.        | 「ラヴァトリー・リル」(Lavatory Lil)                              |       |            | 2:22 |
| 6.        | 「スライディン」(Slidin')                                         |       |            | 3:23 |
| 合計時間: | 合計時間:                                                         | 20:47 |            |      |

| #         | タイトル                                                                             | 作詞  | 作曲・編曲 | 時間 |
| --------- | ------------------------------------------------------------------------------------ | ----- | ---------- | ---- |
| 1.        | 「ディープ・ディープ・フィーリング」(Deep Deep Feeling)                              |       |            | 8:25 |
| 2.        | 「ザ・キス・オブ・ヴィーナス」(The Kiss Of Venus)                                    |       |            | 3:06 |
| 3.        | 「スィーズ・ザ・デイ」(Seize The Day)                                                |       |            | 3:20 |
| 4.        | 「ディープ・ダウン」(Deep Down)                                                      |       |            | 5:52 |
| 5.        | 「ウインター・バード / ホエン・ウィンター・カムズ」(Winter Bird / When Winter Comes) |       |            | 3:12 |
| 合計時間: | 合計時間:                                                                            | 23:55 |            |      |

## 演奏・制作
※出典
演奏
- ポール・マッカートニー - ボーカル、楽器演奏、プロデューサー
- ラスティ・アンダーソン - ギター（#7）
- エイブ・ラボリエル・ジュニア - ドラムス（#7）

プロダクション
- スティーヴ・オーチャード - レコーディング・エンジニア
- グレッグ・カースティン - プロデューサー補（#7）
- キース・スミス - アシスタント・エンジニア（ホッグ・ヒル・ミル・スタジオでのセッション時）
- アレックス・パスコ - レコーディング・エンジニア（#7）
- ジョージ・マーティン - プロデューサー補（#11）
- ボブ・クラウシャール - レコーディング・エンジニア（#11）
- ランディ・メリル - マスタリング（スターリング・サウンドでのセッション時）

アートワーク
- エド・ルシェ - カバーアート、タイポグラフィ
- メアリー・マッカートニー - カバー・ポートレート、写真撮影
- ソニー・マッカートニー - 写真撮影
- ニック・スタインハート - アートディレクション、デザイン
- ブライアン・クラーク（en:Brian Clarke）- ステンドグラス

## チャート成績（マッカートニーIII）
| チャート（2020年）                     | 最高位 |
| -------------------------------------- | ------ |
| オーストラリア (ARIA)                  | 6      |
| オーストリア (Ö3 Austria)              | 2      |
| ベルギー (Ultratop Flanders)           | 5      |
| ベルギー (Ultratop Wallonia)           | 8      |
| カナダ (Billboard)                     | 7      |
| チェコ (ČNS IFPI)                      | 11     |
| デンマーク (Hitlisten)                 | 9      |
| フィンランド (Suomen virallinen lista) | 4      |
| フランス (SNEP)                        | 17     |
| ドイツ (Offizielle Top 100)            | 1      |
| ハンガリー (MAHASZ)                    | 26     |
| Irish Albums (OCC)                     | 14     |
| イタリア (FIMI)                        | 10     |
| 日本 (オリコン)                        | 5      |
| オランダ (MegaCharts)                  | 1      |
| ノルウェー (VG-lista)                  | 6      |
| ニュージーランド (RMNZ)                | 28     |
| ノルウェー (VG-lista)                  | 6      |
| ポルトガル (AFP)                       | 4      |
| スコットランド (OCC)                   | 1      |
| スウェーデン (Sverigetopplistan)       | 2      |
| スイス (Schweizer Hitparade)           | 2      |
| UK アルバムズ (OCC)                    | 1      |
| US Billboard 200                       | 2      |
| US Top Rock Albums (Billboard)         | 1      |

| チャート（2020年） | 最高位 |
| ------------------ | ------ |
| フランス (SNEP)    | 191    |

## マッカートニーIII IMAGINED
『マッカートニーIII IMAGINED』（McCartney III Imagined）は、ミュージシャンがそれぞれお気に入りの『マッカートニーIII』の収録曲を、自らのスタイルでカヴァー、リミックスした音源で構成された、マッカートニー監修によるコンピレーション・アルバム。人選はマッカートニーが自らが行い、彼の友人、ファン、あるいは今回新たに知り合ったミュージシャンが選ばれている。
2021年4月16日にストリーミングサービスで配信が開始され、7月23日にフィジカル（CD、アナログLP、カセットテープ）で発売された。また『マッカートニーIII』同様に限定版カラーLPエディションがターゲット、バーンズ&ノーブル、インディー・レコード・ストア、ニューベリー・コミックス、PaulMcCartney.com などで発売された。
ジャケットのアートワークは『マッカートニーIII』のエド・ルシェが担当。デザインは、白地に濃淡のある1・3・5の目が描かれたサイコロが左側に影を落としているものと、『マッカートニーIII』と同じ3の目が描かれたサイコロがアルバムに参加した12人のアーティストを表す12色のマーブル柄になっているものの2種類ある。
CDアルバムには、マッカートニーの3枚の写真と異なる色のキューブの12枚の写真を含む三重折りのポスターが付属している。またアナログLPにはコンパニオンシートも付属している。
3月11日にドミニク・ファイクが新たに歌詞を書き加えるなどして再構築したカヴァー「ザ・キス・オブ・ヴィーナス」が、3月26日にはベックによる「ファインド・マイ・ウェイ」が、4月7日にはエド・オブライエン（EOB）による「スライディン」の音源とミュージック・ビデオが先行配信された。

### 収録曲（マッカートニーIII IMAGINED）
全曲 作詞・作曲 : ポール・マッカートニー
| #         | タイトル | 作詞  | 作曲・編曲 | 時間  |
| --------- | --- | ----- | ---------- | ----- |
| 1.        | 「ファインド・マイ・ウェイ（フィーチャリング・Beck）」(Find My Way : featuring Beck)                                       |       |            | 4:53  |
| 2.        | 「ザ・キス・オブ・ヴィーナス（ドミニク・ファイク）」(The Kiss of Venus : Dominic Fike version)                             |       |            | 2:23  |
| 3.        | 「プリティ・ボーイズ（フィーチャリング・クルアンビン）」(Pretty Boys : featuring Khruangbin)                               |       |            | 5:48  |
| 4.        | 「ウィメン・アンド・ワイヴズ（セイント・ヴィンセント・リミックス）」(Women And Wives : St. Vincent remix)                  |       |            | 3:00  |
| 5.        | 「ディープ・ダウン（ブラッド・オレンジ・リミックス）」(Deep Down : Blood Orange remix)                                     |       |            | 4:24  |
| 6.        | 「スィーズ・ザ・デイ（フィーチャリング・フィービー・ブリジャーズ）」(Seize the Day : featuring Phoebe Bridgers)            |       |            | 3:29  |
| 7.        | 「スライディン（EOB・リミックス）」(Slidin' : EOB remix)                                                                   |       |            | 2:39  |
| 8.        | 「ロング・テイルド・ウィンター・バード（デーモン・アルバーン・リミックス）」(Long Tailed Winter Bird : Damon Albarn remix) |       |            | 4:10  |
| 9.        | 「ラヴァトリー・リル（ジョシュ・オム）」(Lavatory Lil : Josh Homme version)                                                |       |            | 2:53  |
| 10.       | 「ホエン・ウィンター・カムズ（アンダーソン・パーク・リミックス）」(When Winter Comes : Anderson .Paak remix)               |       |            | 2:21  |
| 11.       | 「ディープ・ディープ・フィーリング（3D RDN リミックス）」(Deep Deep Feeling : 3D RDN remix)                                |       |            | 11:23 |
| 合計時間: | 合計時間: | 47:23 |            |       |

| #         | タイトル | 作詞  | 作曲・編曲 | 時間 |
| --------- | --- | ----- | ---------- | ---- |
| 12.       | 「ロング・テイルド・ウィンター・バード （イドリス・エルバ・リミックス）」(Long Tailed Winter Bird : Idris Elba remix) |       |            | 2:44 |
| 合計時間: | 合計時間: | 50:07 |            |      |

### チャート成績（マッカートニーIII IMAGINED）
| チャート（2021年）    | 最高位 |
| --------------------- | ------ |
| フランス (SNEP)       | 104    |
| 日本 (オリコン)       | 28     |
| スコットランド (OCC)  | 3      |
| スペイン (PROMUSICAE) | 46     |
| UK アルバムズ (OCC)   | 13     |
| US Billboard 200      | 19     |